# روبرت كينغسلي
روبرت كينغسلي (بالإنجليزية: Robert Kingsley)‏ هو محامي أمريكي، ولد في 1903، وتوفي في 1988.